# Петрушовский сельский совет (Ичнянский район)
Петрушовский сельский совет (укр. Петрушівська сільська рада) — входит в состав
Ичнянского района
Черниговской области
Украины.
Административный центр сельского совета находится в 
с. Петрушовка
.

## Населённые пункты совета
- с. Петрушовка
- с. Власовка
- пос. Качановка
- с. Пролески
- пос. Шевченко